# Alexis Jordan (cantante)
Alexis Jordan (Columbia, Carolina del Sur, 7 de abril de 1992) es una cantante, compositora y actriz estadounidense que saltó a la fama como concursante en la primera temporada del programa America's Got Talent en el 2006. Tras ser eliminada del programa, comenzó a subir videos musicales a YouTube, que recibieron millones de visitas. Dicha exposición en internet llamó la atención del equipo de producción Stargate y del rapero Jay-Z, que consiguieron que firmara con su sello discográfico, StarRoc/Roc Nation.

## Biografía

### 1992-2008: Inicios y carrera
Jordan es de ascendencia afrodescendiente, nativa americana y puertorriqueña. Comenzó a escribir canciones desde el tercer grado y a la edad de once años, se mudó con sus padres y tres hermanos menores a Santa Clarita, California, para desarrollar su carrera artística. A la edad de doce años,  y en un concierto homenaje a Stevie Wonder, Jordan conoció a Smokey Robinson, comenzando su carrera como actriz de telenovelas y de anuncios publicitarios. 
En 2006, Jordan participó en la primera temporada de America's Got Talent. Cantó "I Have Nothing" de Whitney Houston y lo hizo a través de la siguiente ronda, sólo para ser eliminada en las semifinales. Después de ser eliminada, Jordan y su familia se trasladaron a Atlanta para estar más cerca de la industria de la música.  Una vez allí, empezó a subir videos a YouTube, acumulando millones de visitas. Los videos de Jordan llegaron al equipo de producción Stargate, que la llamó para volar a Nueva York y grabar algunas canciones con ellos. Mientras grababa el rapero Jay-Z entró en el estudio y luego Jordan se convirtió en el primer artista contratado por la nueva discográfica StarRoc/Roc Nation.

### 2010-presente:Alexis Jordan
El primer sencillo de Jordan "Happiness" fue lanzado el 7 de septiembre de 2010. La canción fue escrita por Deadmau5, Autumn Rowe, Tor Erik Hermansen y Mikkel S. Eriksen, con la producción de estos dos últimos también de manipulación. En los Estados Unidos, "Happiness" alcanzó la cima de las listas Hot Dance Club Songs y Hot Dance Airplay. También alcanzó el nº 1 en Noruega y los Países Bajos. También entró en el top cinco en el Reino Unido y Australia, donde es disco de platino por la Australian Recording Industry Association (ARIA), por el traslado de 70.000 unidades. Esta canción fue promocionada en MTV en Push varias veces en la progamación de MTV, lo que hizo llamar la atención de la gente y prestarle más atención a Alexis Jordan. Su segundo sencillo, "Good Girl" fue lanzado en el Reino Unido el 20 de febrero de 2011. Su homónimo álbum debut fue lanzado el 28 de febrero de 2011.

## Discografía

### Álbumes de estudio
| Título        | Detalles del álbum                                                                                              | Mejor posición | Mejor posición | Mejor posición | Mejor posición | Mejor posición | Mejor posición |
| Título        | Detalles del álbum                                                                                              | AUS            | BEL (FLA)      | IRE            | NL             | SWI            | UK             |
| ------------- | --- | -------------- | -------------- | -------------- | -------------- | -------------- | -------------- |
| Alexis Jordan | - Lanzamiento: 25 de febrero de 2011 - Sello discográfico: StarRoc, Roc Nation - Formatos: CD, descarga digital | 11             | 87             | 28             | 21             | 96             | 9              |

### Sencillos
| Año  | Título                | Mejor posición | Mejor posición | Mejor posición | Mejor posición | Mejor posición | Mejor posición | Mejor posición | Mejor posición | Mejor posición | Mejor posición | Certificaciones            | Álbum         |
| Año  | Título                | AUS            | BEL (FLA)      | BEL (WA)       | IRE            | NL             | NOR            | NZ             | SWI            | UK             | US Dance       | Certificaciones            | Álbum         |
| ---- | --------------------- | -------------- | -------------- | -------------- | -------------- | -------------- | -------------- | -------------- | -------------- | -------------- | -------------- | -------------------------- | ------------- |
| 2010 | "Happiness"           | 3              | 3              | 9              | 31             | 1              | 1              | 8              | 44             | 3              | 1              | - AUS: 3 Platino - NZ: Oro | Alexis Jordan |
| 2011 | "Good Girl"           | 40             | 59             | 96             | 15             | 25             | —              | —              | —              | 6              | 1              |                            | Alexis Jordan |
| 2011 | "Hush Hush"           | —              | —              | —              | 36             | 16             | —              | —              | —              | 66             | —              |                            | Alexis Jordan |
| 2011 | "How You Like Me Now" | —              | —              | —              | —              | —              | —              | —              | —              | —              | —              |                            | Alexis Jordan |

### Colaboraciones con otros artistas
| Año  | Título                                        | Mejor posición | Mejor posición | Mejor posición | Mejor posición | Mejor posición | Mejor posición | Mejor posición | Mejor posición | Mejor posición |
| Año  | Título                                        | US             | AUS            | AUT            | BEL (FLA)      | BEL (WA)       | FRA            | NL             | SWI            | SPA            |
| ---- | --------------------------------------------- | -------------- | -------------- | -------------- | -------------- | -------------- | -------------- | -------------- | -------------- | -------------- |
| 2011 | "Got 2 Luv U" (Sean Paul feat. Alexis Jordan) | 93             | 48             | 44             | 31             | 8              | 4              | 6              | 1              | 1              |

### Videos musicales
| Año  | Canción               | Director(es) | Ref.   |
| ---- | --------------------- | ------------ | ------ |
| 2010 | "Happiness"           | Aggressive   | [ 17 ] |
| 2011 | "Good Girl"           | Erik White   |        |
| 2011 | "Hush Hush"           | Clifton Bell |        |
| 2011 | "Got 2 Luv U"         | Ben Mor      |        |
| 2011 | "How You Like Me Now" |              |        |